# Rent-A-Center

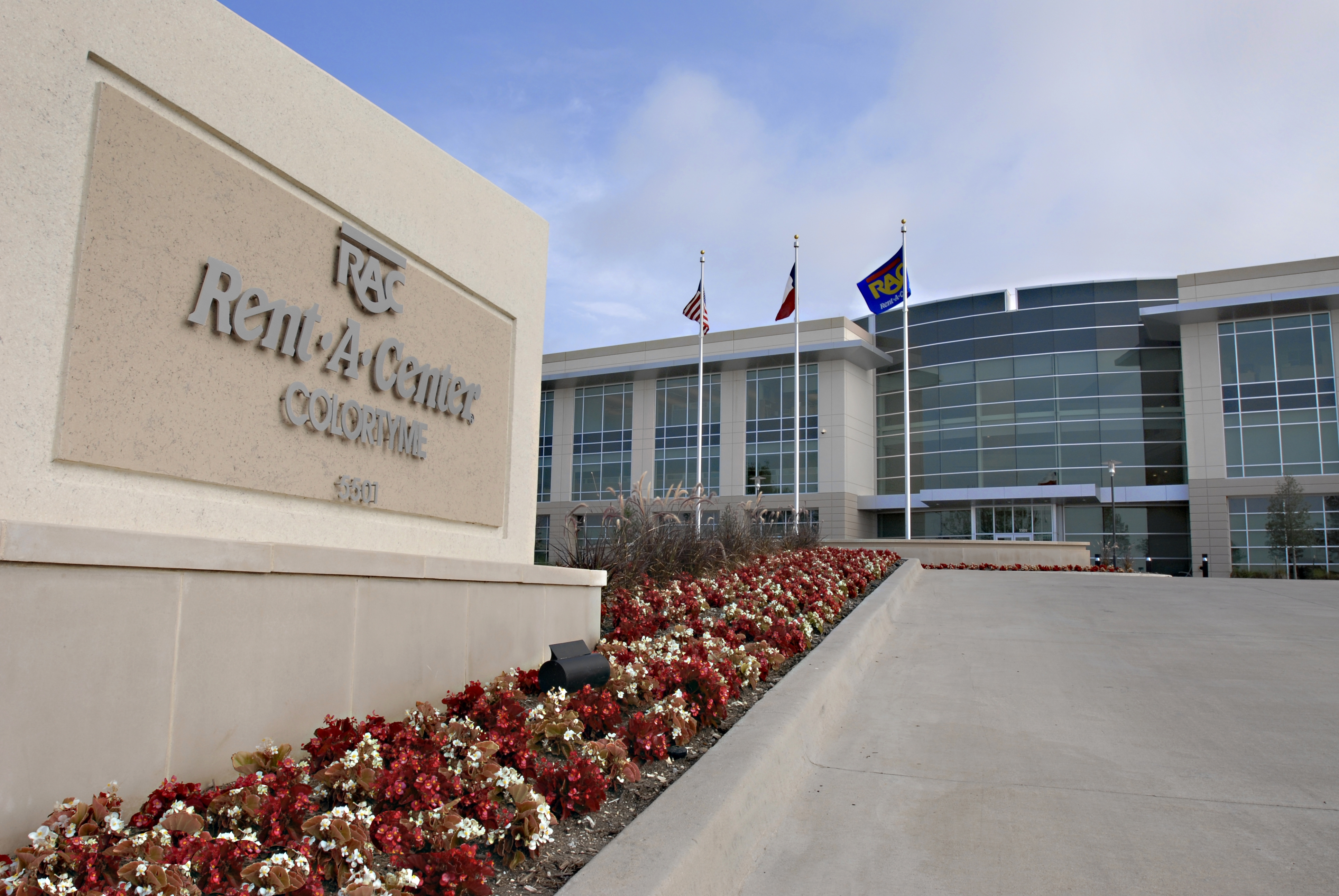
Rent-A-Center位於普萊諾的總部

Rent-A-Center是一家美國公共家具和電子產品租賃公司，總部位於德克薩斯州的普萊諾。該公司成立於1986年，截至2014年，在美國、波多黎各和墨西哥經營著約2,972家公司自有商店，按商店數量計算，約占美國租貸市場的35％。